# Aristobrotica spectabilis
Aristobrotica spectabilis es un coleóptero de la familia Chrysomelidae. Fue descrita científicamente por primera vez en 1891 por Baly.